# Nostima giovannolii
Nostima giovannolii är en tvåvingeart som beskrevs av Wirth 1956. Nostima giovannolii ingår i släktet Nostima och familjen vattenflugor.
Artens utbredningsområde är Bahamas. Inga underarter finns listade i Catalogue of Life.